# 赤木和雄
赤木 和雄（あかぎ かずお、1979年12月 - ）は、日本の小説家。

## 経歴
- 1979年、鳥取県に生まれる。
- 2000年、国立米子工業高等専門学校卒業。
- 2009年、「神キチ」で第41回新潮新人賞小説部門受賞[1]。

## 作品リスト

### 単行本未収録作品
- 神キチ（『新潮』2009年11月号）